# Comisión Permanente del Congreso de la República del Perú
La Comisión Permanente del Congreso de la República del Perú es un órgano del Poder Legislativo. Está compuesta por la Mesa Directiva del Congreso (Presidente y 3 vicepresidentes) más 25 congresistas que representan a sus diferentes grupos parlamentarios.

## Concepto
Desde el punto de vista histórico, la Comisión Permanente del Congreso Peruano funcionó como un órgano sustituto del Pleno del Congreso hasta 1992. Esta comisión era el órgano destinado a continuar con los trámites legislativos, financieros y de control, así como responsable de los encargos que el Pleno del Congreso le diera.
El Congreso Constituyente Democrático, diseñó una Comisión Permanente distinta a la de carácter supletorio definida por la Constitución de 1979 y le encargó funciones que eran ejercidas por el Senado de la República y por la Cámara de Diputados, así como la posibilidad de legislar en caso se le deleguen facultades.
De esta manera, la Constitución Política de 1993 le encargó el nombramiento de altos funcionarios (que era responsabilidad del Senado) y la capacidad de acusar constitucionalmente a los funcionarios ante el Pleno del Congreso (que era responsabilidad de la Cámara de Diputados ante el Senado). El Reglamento del Congreso estableció que el presidente del Congreso es quien preside la Comisión Permanente, lo que antes era una atribución del Presidente del Senado.
Desde entonces, la Comisión Permanente actúa no solo durante el receso parlamentario, sino realiza funciones complementarias al Pleno del Congreso. Debido a ello, diversos académicos definen que la relación entre el Pleno del Congreso y la Comisión Permanente resulta un "bicameralismo funcional" o "cuasi bicameralismo" y a la Comisión Permanente como una "cámara alterna".

Nuestro proyecto propone que dentro de esta única cámara se refuercen y se redefinan las funciones de la Comisión Permanente. Una comisión que, en primer lugar, funcionaría durante todo el año; en segundo lugar, no tendría solamente las facultades de la Comisión Permanente de siempre, sino que asumiría las funciones que ha tenido hasta ahora el Senado, no en materia de revisar las leyes que se dictan, por cierto, sino en las materias específicas que le correspondían al Senado.
Carlos Torres y Torres Lara - Diario de Debates, Debate Constitucional Tomo II p731

Enrique Bernales Ballesteros explica que las funciones que se le atribuyen a la Comisión Permanente son extrañas a la naturaleza de la institución y que responden a la necesidad de encontrar algún mecanismo que sustituya al Senado, que se eliminaba para dar paso al Parlamento unicameral. De la misma manera, Natale Amprimo señala que los constituyentes le han otorgado la calidad de ente propio y que ello responde a la necesidad de reemplazar al Senado; sin embargo, Comisión Permanente ahora cuenta con funciones propias y estables.
Durante el debate constitucional, el congresista Henry Pease García explicó que la creación de esta comisión no implicaba la existencia de una cámara alterna.

...No creo que en ningún caso la Comisión Permanente sea otra Cámara. No nos olvidemos de un detalle: la Comisión Permanente no es sino la representante del Pleno; expresa exactamente, ésa es la condición, la correlación de fuerzas del Pleno. Por supuesto, hay que darle aquellas funciones que agilizan. Incluso, en mi opinión, aunque eso es cuestión de los reglamentos, hay que dar una serie de atribuciones adicionales a las Comisiones frente a las que hoy tiene. (...) No estamos creando otra Cámara y, en ese sentido, no debe crearse otra Cámara
Henry Pease García - Debate Constitucional, Diario de Debates p1159

## Funcionamiento
De acuerdo al artículo 42 del Reglamento del Congreso, la Comisión se instala a más tardar dentro de los quince días útiles posteriores a la instalación del primer período ordinario de sesiones. 
El mismo artículo establece que la Comisión Permanente ejerce sus funciones constitucionales durante el funcionamiento ordinario del Congreso, durante su receso e inclusive en el interregno parlamentario derivado de la disolución del Congreso.
El artículo 43 del Reglamento del Congreso menciona que la Comisión Permanente se reúne durante el receso del Congreso y en los demás casos señalados en este Reglamento. Sin embargo, puede ser convocada dentro del período ordinario o extraordinario de sesiones cuando sea necesario cumplir con el trámite de acusación constitucional a que se refiere el Artículo 99 de la Constitución Política. También se reúne cuando lo solicita un tercio del número legal de sus miembros.

## Atribuciones
Las funciones, establecidas en el artículo 101 de la Constitución Política, son:

1. Designar al Contralor General, a propuesta del Presidente de la República.
2. Ratificar la designación del Presidente del Banco Central de Reserva y del Superintendente de Banca y Seguros.
3. Aprobar los créditos suplementarios y las transferencias y habilitaciones del Presupuesto, durante el receso parlamentario.
4. Ejercitar la delegación de facultades legislativas que el Congreso le otorgue.
5. Las demás que le asigna la Constitución y las que le señala el Reglamento del Congreso

Constitución Política del Perú de 1993

En la misma línea del inciso 5 del artículo 101, la Constitución también le otorga las siguientes funciones: 

Artículo 93: Autorizar el procesamiento o detención de los Congresistas a los que se denuncia por la comisión de delito común, y la privación de libertad y enjuiciamiento en caso que se trate de delito flagrante
Artículo 104: El control de los Decretos Legislativos que expide el Presidente de la República
Artículo 108: Promulgar los proyectos de ley no promulgados por el Presidente de la República dentro de los 15 días de aprobación por el parlamento (Artículo 108)
Artículo 137: Control sobre la declaratoria de los estados de excepción decretados
César Delgado-Guembes (2008) - Constitución Política del Perú de 1993

Según el artículo 99 de la Constitución, la Comisión Permanente también ejerce la función de acusar a los altos funcionarios ante el Pleno del Congreso.

Artículo 99 Corresponde a la Comisión Permanente acusar ante el Congreso: al Presidente de la República; a los representantes a Congreso; a los Ministros de Estado; a los miembros del Tribunal Constitucional; a los miembros de la Junta Nacional de Justicia; a los vocales de la Corte Suprema; a los fiscales supremos; al Defensor del Pueblo y al Contralor General por infracción de la Constitución y por todo delito que cometan en el ejercicio de sus funciones y hasta cinco años después de que hayan cesado en éstas.
Constitución Política del Perú de 1993

Debido a la función acusadora, el artículo 100 de la Carta Magna estipula que la Comisión Permanente no participa en la suspensión, inhabilitación o en la destitución del funcionario acusado.
Sobre el nombramiento de autoridades, el Reglamento del Congreso establece: 

Artículo 93 El Congreso, a través de la Comisión Permanente, designa y remueve al Contralor General de la República y ratifica la designación del Presidente del Banco Central de Reserva, a quien puede remover, y del Superintendente de Banca, Seguros y Administradoras Privadas de Fondos de Pensiones y con aprobación del Pleno elige al Defensor del Pueblo, observando las condiciones señaladas en la Constitución Política y las leyes orgánicas de las respectivas instituciones públicas, así como el procedimiento determinado en los reglamentos especiales que apruebe el Congreso. En todos los casos, se expedirá resolución legislativa.
Reglamento del Congreso de la República del Perú

La Constitución Política (en el artículo 135) también establece que el Poder Ejecutivo legisla mediante Decretos de Urgencia de los que da cuenta a la Comisión Permanente para que los examine y los eleve al Congreso, una vez que este se instale.
Desde 1995, la Comisión Permanente, cuenta con la facultad de autorizar al Presidente de la República a salir del territorio nacional.

## Composición
El artículo 101 de la Constitución de 1993 refiere que los miembros de la Comisión Permanente del Congreso son elegidos por éste. Su número tiende a ser proporcional al de los representantes de cada grupo parlamentario y no excede del veinticinco por ciento del número total de congresistas.
El artículo 42 del Reglamento del Congreso establece que la Comisión Permanente está presidida por el presidente del Congreso y está conformada por no menos de veinte Congresistas elegidos por el Pleno, guardando la proporcionalidad de los representantes de cada grupo parlamentario.

### Composición actual
La Comisión Permanente para la continuación de la Legislatura 2023-2024.
| Congresista                         | Tipo                                | Grupo Parlamentario                         |
| ----------------------------------- | ----------------------------------- | ------------------------------------------- |
| Alejandro Soto Reyes                | Presidente del Congreso             | Alianza para el Progreso                    |
| Arturo Alegría                      | Primera Vicepresidenta del Congreso | Fuerza Popular                              |
| Waldemar Cerrón Rojas               | Segundo Vicepresidente del Congreso | Perú Libre                                  |
| Rosselli Amuruz                     | Tercer Vicepresidente del Congreso  | Avanza País - Partido de Integración Social |
| Patricia Juárez Gallegos            | Titular                             | Fuerza Popular                              |
| Juan Carlos Lizarzaburu Lizarzaburu | Titular                             | Fuerza Popular                              |
| Ernesto Bustamante Donayre          | Titular                             | Fuerza Popular                              |
| Alejandro Aguinaga Recuenco         | Titular                             | Fuerza Popular                              |
| María Cordero Jon Kay               | Titular                             | Fuerza Popular                              |
| Kelly Portalatino Ávalos            | Titular                             | Perú Libre                                  |
| Jaime Quito Sarmiento               | Titular                             | Perú Libre                                  |
| Margot Palacios Huamán              | Titular                             | Perú Libre                                  |
| Raúl Doroteo Carbajo                | Titular                             | Acción Popular                              |
| Darwin Espinoza Vargas              | Titular                             | Acción Popular                              |
| Hilda Marleny Portero López         | Titular                             | Acción Popular                              |
| Lady Camones Soriano                | Titular                             | Alianza para el Progreso                    |
| María Acuña Peralta                 | Titular                             | Alianza para el Progreso                    |
| Segundo Quiroz Barboza              | Titular                             | Bloque Magisterial                          |
| Elizabeth Medina Hermosilla         | Titular                             | Bloque Magisterial                          |
| Noelia Herrera Medina               | Titular                             | Renovación Popular                          |
| Javier Padilla Romero               | Titular                             | Renovación Popular                          |
| Alejandro Muñante Barrios           | Titular                             | Renovación Popular                          |
| Norma Yarrow Lumbreras              | Titular                             | Avanza País                                 |
| Jessica Córdova Lobatón             | Titular                             | Avanza País                                 |
| José Williams Zapata                | Titular                             | Avanza País                                 |
| Héctor Valer Pinto                  | Titular                             | Perú Democrático                            |
| José Luna Gálvez                    | Titular                             | Podemos Perú                                |
| Hitler Saavedra Casternoque         | Titular                             | Somos Perú                                  |
| Edgard Reymundo Mercado             | Titular                             | Juntos por el Perú                          |
| José Balcázar Zelada                | Titular                             | Perú Bicentenario                           |

## Subcomisión de acusaciones constitucionales
La subcomisión de acusaciones constitucionales es un órgano auxiliar de la Comisión Permanente del Congreso. Según el artículo 89 del Reglamento del Congreso, es el órgano encargado de calificar la admisibilidad y procedencia de las denuncias constitucionales presentadas, así como realizar la investigación en los procesos de acusación constitucional, emitiendo el informe final correspondiente.
El mismo artículo del reglamento establece que el número de integrantes y su conformación responden a los principios de pluralidad y proporcionalidad de todos los grupos parlamentarios. Sus miembros, entre ellos su Presidente, son designados por la Comisión Permanente.
La subcomisión de acusaciones constitucionales ha sido objeto de controversia por su supuesta parcialidad. Durante la crisis política desde 2021, el diario La República (en su viñeta de Carlos Tovar) señaló que las denuncias contra detractores de la coalición conservadora, que ocupa los poderes legislativo y ejecutivo, eran más eficaces que las presentadas contra personas afines a esta.

## Facultades legislativas
Desde 1993, el Pleno del Congreso ha delegado facultades legislativas a la Comisión Permanente en más de 25 oportunidades.
| Fecha             | Materia | Duración de las facultades                 |
| ----------------- | --- | ------------------------------------------ |
| Agosto de 1995    | Autorización al Presidente de la República a salir del territorio nacional. | Sin plazo (se utiliza hasta la actualidad) |
| Diciembre de 1995 | Actualización de Ley General de Instituciones Bancarias, Financieras y Seguros Incorporación de tipos penales sobre corrupción, actos violentos y crimen organizado Modificación del Código de Ejecución Penal, Código del Niño y del Adolescente                                                                                       | Sin plazo                                  |
| Febrero de 1997   | Ley general de sociedades | 180 días                                   |
| Diciembre de 1997 | Proyectos de ley pendientes en la agenda del Pleno del Congreso Proyectos de ley con carácter de urgencia remitidos por el Poder Ejecutivo hasta el 15 de diciembre de 1997 | 90 días                                    |
| Marzo de 1998     | Ley del Contrato de Seguros Ley de Navegación y Comercio Marítimos Código de Comercio | 365 días                                   |
| Diciembre de 1998 | Ley de títulos valores | 180 días                                   |
| Octubre de 1999   | Ley Marco del Empresariado Ley del Contrato de Seguros Ley de Navegación y Comercio Marítimos | 180 días                                   |
| Octubre de 1999   | Ley de Normas Generales de Procedimientos Administrativos | 240 días                                   |
| Diciembre de 1999 | Ley de creación del distrito de Caihuayna, en la provincia de Huánuco | 73 días                                    |
| Diciembre de 2001 | Proyectos de ley acumulados (pendientes) | 23 días                                    |
| Enero de 2002     | Proyectos de ley acumulados y con dictamen | 41 días                                    |
| Junio de 2002     | Proyectos de ley con dictamen Proyectos de ley que envíe el ejecutivo durante delegación | 19 días                                    |
| Diciembre de 2002 | Proyectos de ley con dictamen y en agenda del pleno | Sin especificar                            |
| Junio de 2003     | Proyectos de ley con dictamen y en agenda del pleno | 26 días                                    |
| Enero de 2004     | Proyectos de ley especificados Modificación del Reglamento del Congreso Proyectos con carácter de urgencia enviados por el Poder Ejecutivo | 29 días                                    |
| Julio de 2004     | Proyectos de ley específicos | 22 días                                    |
| Diciembre de 2004 | Proyectos de ley sobre seguridad ciudadana Proyectos de ley referidos a la reforma del Estado y de la administración pública Proyectos propuestos por la CERIAJUS Proyectos que incluya la Junta de Portavoces sobre asuntos pendientes y urgentes. Proyectos con carácter de urgencia enviados por el Poder Ejecutivo                  | 56 días                                    |
| Junio de 2005     | Proyectos de ley pendientes en la agenda legislativa 2004-2005 | 36 días                                    |
| Diciembre de 2005 | Proyectos de ley pendientes en la agenda legislativa Proyectos que incluya la Junta de Portavoces Proyectos con carácter de urgencia enviados por el Poder Ejecutivo | 74 días                                    |
| Julio de 2006     | Proyectos de ley pendientes de debate en la agenda legislativa | 8 días                                     |
| Enero de 2007     | Dictámenes y proyectos de ley que ingresen en la Agenda del Pleno del Congreso | 75 días                                    |
| Diciembre de 2007 | Dictámenes y proyectos de ley que ingresen en la Agenda del Pleno del Congreso | 76 días                                    |
| Junio de 2008     | Dictámenes y proyectos de ley que ingresen en la Agenda del Pleno del Congreso Proyectos con carácter de urgencia enviados por el Poder Ejecutivo | 31 días                                    |
| Enero de 2009     | Dictámenes y proyectos de ley que ingresen en la Agenda del Pleno del Congreso Proyectos con carácter de urgencia enviados por el Poder Ejecutivo | 42 días                                    |
| Diciembre de 2009 | Dictámenes y proyectos de ley que se encuentren en la Agenda del Pleno del Congreso Proyectos que se incluyan por acuerdo de la Junta de Portavoces Proyecto de ley de bonificaciones extraordinarias para las Fuerzas Armadas y la Policía Nacional Proyectos con carácter de urgencia enviados por el Poder Ejecutivo                 | 72 días                                    |
| Junio de 2010     | Dictámenes y proyectos de ley que se encuentren en la Agenda del Pleno del Congreso Proyectos que se incluyan por acuerdo de la Junta de Portavoces | 20 días                                    |
| Junio de 2011     | Dictámenes y proyectos de ley que se encuentren en la Agenda del Pleno del Congreso Proyectos que se incluyan por acuerdo de la Junta de Portavoces Proyectos con carácter de urgencia enviados por el Poder Ejecutivo | 36 días                                    |
| Diciembre de 2012 | Dictámenes y proyectos de ley que se encuentren en la Agenda del Pleno del Congreso Proyectos que se incluyan por acuerdo de la Junta de Portavoces Proyectos con carácter de urgencia enviados por el Poder Ejecutivo | 74 días                                    |
| Diciembre de 2014 | Dictámenes y proyectos de ley que se encuentren en la Agenda del Pleno del Congreso Proyectos que se incluyan por acuerdo de la Junta de Portavoces Proyectos con carácter de urgencia enviados por el Poder Ejecutivo | 76 días                                    |
| Diciembre de 2015 | Dictámenes y proyectos de ley que se encuentren en la Agenda del Pleno del Congreso Proyectos que se incluyan por acuerdo de la Junta de Portavoces Proyectos con carácter de urgencia enviados por el Poder Ejecutivo | 76 días                                    |
| Diciembre de 2016 | Dictámenes y proyectos de ley que se encuentren en la Agenda del Pleno del Congreso Proyectos que se incluyan por acuerdo de la Junta de Portavoces Proyectos con carácter de urgencia enviados por el Poder Ejecutivo | 71 días                                    |
| Enero de 2018     | Dictámenes y proyectos de ley que se encuentren en la Agenda del Pleno del Congreso Proposiciones del Poder Ejecutivo enviadas con carácter de urgencia | 46 días                                    |
| Junio de 2018     | Los dictámenes y proyectos de ley o de resolución legislativa que se encuentren en el Orden del Día Proyectos que se incluyan por acuerdo de la Junta de Portavoces Proposiciones del Poder Ejecutivo enviadas con carácter de urgencia Los proyectos de ley y de resolución legislativa vinculados con la Agenda Legislativa 2017-2018 |                                            |
| Diciembre de 2018 | Dictámenes y proyectos de ley o de resolución legislativa que se encuentran en el orden del día Proyectos que incluyan por acuerdo de la Junta de Portavoces. | 86 días                                    |
| Junio de 2019     | Proyectos que quedaron pendientes de debate en el Pleno Proyectos con dictamen que se encuentran en orden del día Proyectos de ley remitidos por el Ejecutivo con carácter de urgencia. | 40 días                                    |